# Теорія балки Тимошенка
Теорія балки Тимошенка (англ. Timoshenko beam theory) — теорія деформації згину, що була розроблена вченим та інженером українського походження Степаном Тимошенком на початку 20-го століття. Ця модель враховує деформацію зсуву та обертальні інерційні ефекти, що робить її придатною для опису поведінки коротких балок, сендвіч-композитних балок або балок, що знаходяться під дією високочастотних коливань, коли довжина хвилі наближується до товщини самої балки.

Деформація балки Тимошенка (синя) в порівнянні з балкою Ейлера-Бернуллі (червона).

Результатом застосування цієї теорії є рівняння 4-го порядку, але на відміну від звичайної моделі — тобто теорії балки Ейлера-Бернуллі — в рівнянні також присутня просторова похідна другого порядку. Враховуючи нові деформаційні ефекти, наведені вище, балка Тимошенка має меншу жорсткість, але більший прогин під статичним навантаженням, а також нижчі власні частоти для заданого набору граничних умов. Останній ефект стає помітним при більш високих частотах, так як довжина хвилі стає коротшою, і таким чином відстань між протилежними силами зсуву зменшується.
Якщо модуль зсуву балки прямує до нескінченності, тобто балка стає повністю жорсткою проти деформації зсуву, а також якщо обертальні інерційні ефекти не враховуються, то теорія балки Тимошенка спрощується до звичайної теорії балки.

## Квазістатична балка Тимошенка

Деформація балки Тимошенка. Нормаль обертається на величину, яка не дорівнює.

У статичній теорії балки Тимошенка без осьових ефектів, переміщення точки визначається так:
{\displaystyle u_{x}(x,y,z)=-z~\varphi (x)~;~~u_{y}(x,y,z)=0~;~~u_{z}(x,y)=w(x),}
де {\displaystyle (x,y,z)} координати точки, {\displaystyle u_{x},u_{y},u_{z}} компоненти вектора переміщення у трьох вимірах, {\displaystyle \varphi } кут обертання нормалі відносно центральної осі балки, {\displaystyle w} переміщення центральної осі балки у напрямку {\displaystyle z}.
Основні рівняння включені у систему звичайних диференціальних рівнянь:
{\displaystyle {\begin{aligned}&{\frac {\mathrm {d} ^{2}}{\mathrm {d} x^{2}}}\left(EI{\frac {\mathrm {d} \varphi }{\mathrm {d} x}}\right)=q(x,t)\\&{\frac {\mathrm {d} w}{\mathrm {d} x}}=\varphi -{\frac {1}{\kappa AG}}{\frac {\mathrm {d} }{\mathrm {d} x}}\left(EI{\frac {\mathrm {d} \varphi }{\mathrm {d} x}}\right).\end{aligned}}}
теорія Тимошенка для статики еквівалентна теорії Ейлера-Бернуллі, якщо останнім членом зазначеним вище можна знехтувати, а також якщо
{\displaystyle {\frac {EI}{\kappa L^{2}AG}}\ll 1,}
де {\displaystyle L} довжина балки.
Комбінування двох даних рівнянь для однорідної балки з постійним поперечним перерізом дає
{\displaystyle EI~{\cfrac {\mathrm {d} ^{4}w}{\mathrm {d} x^{4}}}=q(x)-{\cfrac {EI}{\kappa AG}}~{\cfrac {\mathrm {d} ^{2}q}{\mathrm {d} x^{2}}}}
Згинальний момент {\displaystyle M_{xx}} та сила зсуву {\displaystyle Q_{x}} у балці пов'язані з переміщенням {\displaystyle w} та обертанням {\displaystyle \varphi }. Цей зв'язок для лінійної пружної балки Тимошенка можна записати так:
{\displaystyle M_{xx}=-EI~{\frac {\partial \varphi }{\partial x}}\quad {\text{and}}\quad Q_{x}=\kappa ~AG~\left(-\varphi +{\frac {\partial w}{\partial x}}\right)\,.}

### Граничні умови
Для розв'язання двох рівнянь, що описують деформацію балки Тимошенка, вони мають бути доповнені граничними умовами. Щоб задача була поставлена коректно, необхідно мати чотири граничні умови. Типові граничні умови бувають:
- Балки, що вільно спираються: Переміщення {\displaystyle w} дорівнює нулю в двох точках опори. Згинальний момент {\displaystyle M_{xx}} має бути вказаним, а обертання {\displaystyle \varphi } та поперечна сила зсуву {\displaystyle Q_{x}} не вказані.
- Консольні балки: Переміщення {\displaystyle w} та обертання {\displaystyle \varphi } дорівнюють нулю в точці закріплення балки. Якщо один із кінців балки вільний, то сила зсуву {\displaystyle Q_{x}} та згинальний момент {\displaystyle M_{xx}} мають бути вказані.